# Jerzy Dzwonkowski

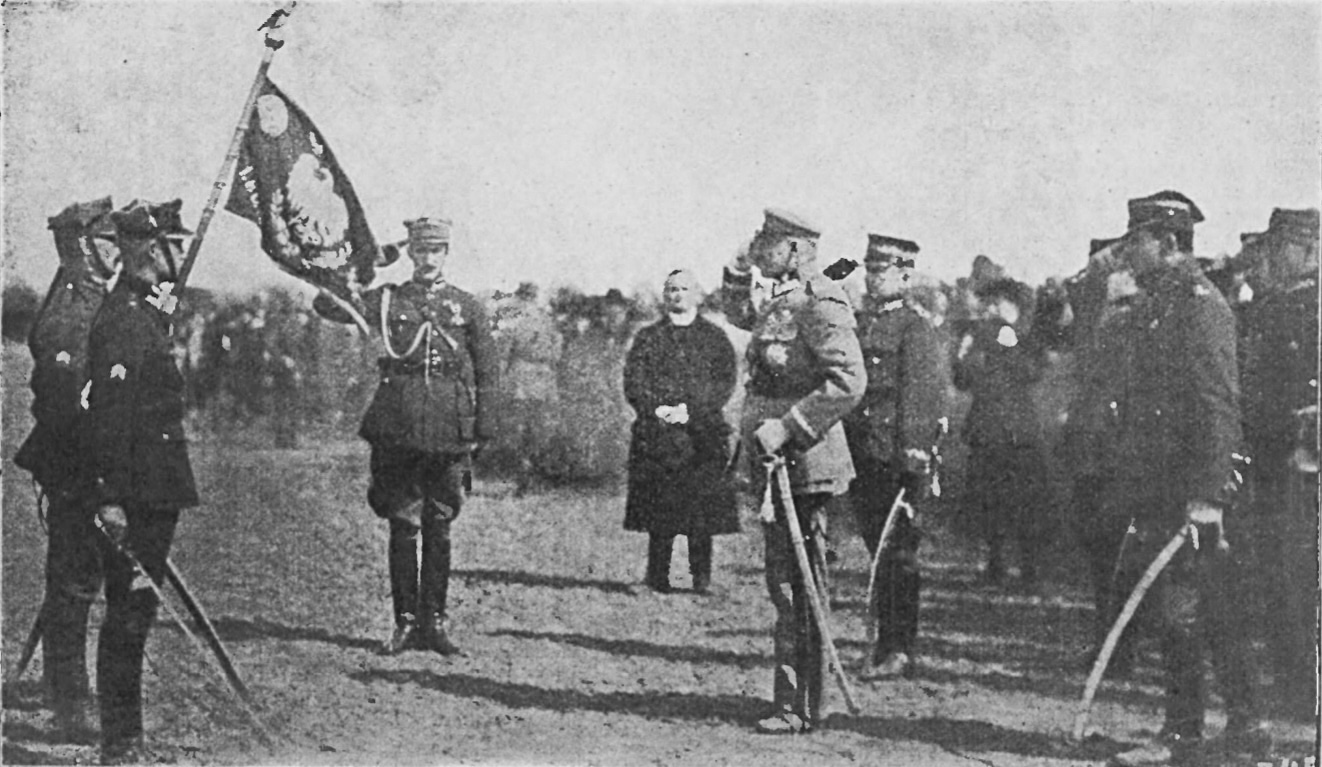
Naczelny Wódz Józef Piłsudski dekoruje Orderem Virtuti Militari sztandar 15 puł. Na prawo od sztandaru stoi adiutant pułku Jerzy Dzwonkowski.

Jerzy Paweł Apolinary Dzwonkowski (ur. 22 listopada 1892 w Warszawie, zm. wiosną 1940 w Charkowie) – rotmistrz kawalerii rezerwy Wojska Polskiego, kawaler Orderu Virtuti Militari, ofiara zbrodni katyńskiej.

## Życiorys
Syn Ludwika i Jadwigi z domu Koyszor. W 1912 rozpoczął służbę w armii rosyjskiej, w której ukończył szkołę podchorążych. Od 1913 przebywał w Belgii. Studiował agronomię na uniwersytecie w Liège. Po wybuchu I wojny światowej ochotniczo zgłosił się do armii belgijskiej, lecz po tygodniu walk został internowany. Do września 1916 przebywał w niewoli niemieckiej.
Zwolniony, otrzymał stanowisko agronoma w Siernikach koło Szamocina. Od tego czasu nawiązał współpracę z Władysławem Mieczkowskim, jednym z organizatorów powstania wielkopolskiego. W styczniu 1919 r. otrzymał stopień chorążego i został współorganizatorem 1 pułku ułanów Wielkopolskich, czyli późniejszego 15 pułku Ułanów Poznańskich. Został zweryfikowany w stopniu porucznika ze starszeństwem z dniem 1 czerwca 1919 w korpusie oficerów jazdy. Był adiutantem dowódcy pułku Władysława Andersa. Uczestniczył w wojnie polsko-bolszewickiej. Dwukrotnie ranny 16 sierpnia 1920 r. w bitwie pod Maciejowicami, która zapoczątkowała odwrót bolszewików. W 1923 został przeniesiony do rezerwy.
W drugiej połowie lat dwudziestych prowadził kursy dla rolników, wygłaszał referaty na temat uprawy zbóż i ziemniaków na posiedzeniach Wielkopolskiej Izby Rolniczej. Uczestniczył też w często organizowanych przez jednostki kawalerii zawodach hipicznych, nierzadko z dużymi sukcesami jak np. w 1928 r. Działał także w Towarzystwie Kółek Rolniczych na terenie powiatu Wyrzysk. W latach trzydziestych był prezesem Banku Ludowego w Nakle i członkiem rady nadzorczej spółki Cukrownia Nakło oraz Giełdy Zbożowo-Towarowej w Bydgoszczy. Przez kilka lat posiadał majątek Izabela i dzierżawił od żony Jarogniewa Drwęskiego majątek Karnówko koło Nakła.
W 1937 roku był wiceprezesem Koła Bydgoszcz-Wyrzysk Wielkopolskiego Związku Ziemian.
W 1934, jako oficer rezerwy pozostawał w ewidencji Powiatowej Komendy Uzupełnień Bydgoszcz Miasto. Posiadał przydział w rezerwie do 15 pułku ułanów. Na stopień rotmistrza rezerwy został mianowany ze starszeństwem z 19 marca 1939 i 29. lokatą w korpusie oficerów kawalerii.
W sierpniu 1939 zmobilizowany. W czasie kampanii wrześniowej 1939 – po agresji ZSRR na Polskę – wzięty do niewoli sowieckiej i przewieziony do obozu w Szepietówce, a następnie Starobielsku. Wiosną 1940 został zamordowany przez funkcjonariuszy NKWD w Charkowie i pogrzebany potajemnie w bezimiennej mogile zbiorowej w Piatichatkach, gdzie od 17 czerwca 2000 mieści się oficjalnie Cmentarz Ofiar Totalitaryzmu w Charkowie. Figuruje na Liście Starobielskiej NKWD, pod poz. 1034.
Był wysokim ciemnym brunetem, z czarnym wąsem, o typie „południowca”. Pozostawał w stanie wolnym.

## Upamiętnienie
5 października 2007 minister obrony narodowej Aleksander Szczygło mianował go pośmiertnie na stopień majora. Awans został ogłoszony 9 listopada 2007 w Warszawie, w trakcie uroczystości „Katyń Pamiętamy – Uczcijmy Pamięć Bohaterów”.

## Ordery i odznaczenia
- Krzyż Srebrny Orderu Virtuti Militari nr 3971 (1921)[12]
- Krzyż Niepodległości
- Krzyż Walecznych czterokrotnie (po raz 2, 3 i 4 w 1921)[13]
- Medal Pamiątkowy za Wojnę 1918–1921
- Medal Dziesięciolecia Odzyskanej Niepodległości